# 石毛善彦
石毛 善彦（いしげ　よしひこ、1954年11月9日 - ）は、日本中央競馬会 (JRA) ・美浦トレーニングセンターに所属していた元調教師。千葉県出身。父親は元騎手で元調教師の石毛善衛。

## 来歴
1978年に父である石毛善衛厩舎の調教助手になる。1994年にJRA調教師免許試験に合格し、翌年の3月から美浦トレセンで厩舎を開業する。
2013年10月26日に東京1Rで勝利しJRA通算200勝を達成。
2022年、管理馬ビリーバーでアイビスサマーダッシュを制し、重賞競走を初制覇。石毛本人、ビリーバー、騎乗した騎手の杉原誠人、馬主のミルファーム、同馬の父モンテロッソ産駒として、それぞれの重賞初制覇が重なる珍事となった。
2025年3月4日付けで70歳定年に伴い、調教師を引退した。

## 調教師成績
|            | 日付           | 競馬場・開催  | 競走名          | 馬名               | 頭数 | 人気 | 着順 |
| ---------- | -------------- | ------------- | --------------- | ------------------ | ---- | ---- | ---- |
| 初出走     | 1995年3月4日   | 2回中山3日12R | 5歳以上500万下  | カミノスルガオー   | 15頭 | 2    | 9着  |
| 初勝利     | 1995年7月29日  | 3回福島5日9R  | 久慈川特別      | タイキギャル       | 9頭  | 2    | 1着  |
| 重賞初出走 | 1996年12月21日 | 2回函館5日11R | フェアリーS     | キョウエイスピーチ | 15頭 | 11   | 11着 |
| 重賞初勝利 | 2022年7月31日  | 2回新潟2日11R | アイビスサマーD | ビリーバー         | 18頭 | 7    | 1着  |
| GI初出走   | 1997年5月25日  | 3回東京4日11R | 優駿牝馬        | ハナノメガミ       | 16頭 | 12   | 9着  |

### 主な管理馬
グレード制重賞優勝馬
- ビリーバー（2022年アイビスサマーダッシュ）

## 主な厩舎所属者
- 久保田貴士（1995年 調教助手）